# Chrysoperla gallagheri
Chrysoperla gallagheri is een insect uit de familie van de gaasvliegen (Chrysopidae), die tot de orde netvleugeligen (Neuroptera) behoort. 
Chrysoperla gallagheri is voor het eerst wetenschappelijk beschreven door Hölzel in 1989.